# Burgundere
Burgundere var et germansk folkefærd, som i folkevandringstiden gav navn til Burgund, der i dag hedder Bourgogne på fransk. I Middelalderen hed Bornholm Burgundarholm, og det tydede i lighed med andre navnesammenfald (som fx goter) og DNA-undersøgelser på, at burgunderne kom derfra, via området omkring floden Oder ved den nuværende tysk-polske grænse.
I den legendariske saga Torstein Vikingssons saga (Þorsteins saga Víkingssonar) bosatte en Veseti sig på en ø eller en holm, som blev kaldt for "Burgenda land". Alfred den stores oversættelse af Orosius benyttede også navnet "Burgenda land". Den svenske poet og mytologist Viktor Rydberg (1828–1895) i Fädernas gudasaga, 1887, hævder fra en tidlig middelalderkilde, Vita Sigismundi, at burgundere selv opretholdt en mundtlig tradition om deres oprindelse i Skandinavien. Imidlertid må det bemærkes, at der er mange europæiske folkegrupper, som har en tilsvarende oprindelsesmyte om et nordisk ophav, og til trods for navneligheden er der ingen sikre beviser, som giver myten ret.

## Tidlig historie

### Stammeoprindelse
Burgundernes tradition med oprindelse i Skandinavien bliver til en vis grad støttet i stednavne- og arkæologiske beviser, og der er mange forskere, som finder dette sandsynligt. Muligvis efter som Skandinavien lå hinsides og uden for horisonten for de tidligste romerske kilder, nævner den romerske historieskriver Tacitus kun en skandinavisk stamme, suionene/sveaere (jvf Svitjod), og det fremgår ikke hvor, burgunderne kom fra, idet de første romerske omtaler placerer dem øst for Rhinen. I de tidligste romerske kilder er de kun betragtet som en enkelt østgermansk stamme.
En gang omkring år 300 e.Kr. synes det som om, at befolkningen på Bornholm i stor grad drager fra øen. De fleste gravfelter ophører at være i brug, og de, som fortsat var i brug, havde få begravelser.
I året 369 oplistede kejser Valentinian 1. deres støtte i hans krig mod en anden germansk stamme, alamannerne. På denne tid boede burgunderne muligvis i området langs floden Wisła  i henhold til Jordanes, en historiker, som skrev om goterne i 500-tallet. En tid efter deres deltagelse i krigen mod alamannerne blev burgunderne slåede i et slag mod Fastida, konge af gepiderne, en østgermansk og gotisk stamme, og de blev knust og nærmest udryddede.
Omtrent fire årtier senere optræder burgunderne på ny. På grund af at den romerske general Stilicho trak sine tropper tilbage for at slås mod Alarik 1. og vestgoterne i årene 406-408, krydsede de nordlige stammer over Rhinen og kom ind i Romerriget. Denne periode kaldes derfor for folkevandringstiden på grund af de store folkeforflytninger. Blandt de stammer, som bevægede sig, var alanerne, vandalere, svebere, og muligvis også burgunderne. De sidstnævnte forflyttede sig øst over og slog sig ned i Rhindalen.
Det synes som om der til tider var en fredelig sameksistens mellem hunnerne og burgunderne. Det var en tradition blandt hunnerne gående ud på, at kvinderne fik deres hovedskaller kunstigt langstrakt ved at binde dem op fra de var spædbørn. Man har fundet nogen germanske grave med ornamenter svarende til hunnernes, men også med kvindehoveder som er blevet behandlet i henhold til hunnernes traditioner.

### Kristendom
Et sted i øst var burgunderne blevet kristnede i den arianske form af kristendommen,[kilde mangler] hvilket skulle føre til konflikter med burgunderne og det katolske vestromerske rige. Splittelsen blev øjensynlig lukket en gang omkring år 500, skønt en af de sidste burgunderkonger, Gundobad, opretholdt et nært personligt venskab med Avitus, den katolske biskop af Vienne. Desuden var Gundobads søn og efterfølger Sigismund af Burgund selv katolik, og der er bevis for, at mange burgundere havde konverteret på denne tid, blandt andet mange af kvinderne i den kongelige familie.[kilde mangler]

### Tidlig forhold til romerne
Til at begynde med synes det som om, at burgunderne havde et modsætningsfyldt forhold til romerne. Mange burgundere som andre germanske stammer blev rekrutterede som soldater af Romerriget for at forsvare rigets grænser mod andre stammer, men de hærgede selv grænseområderne og udvidede deres indflydelse og magtområder, når det var muligt.

## De burgundiske kongedømmer

### Det første kongedømme
I år 411 placerede burgundernes konge, Gundahar, (latin Gundaharius eller Gundicharius, norrønt Gunnar) sammen med alanernes konge Goar en marionetkejser ved navn Jovinus. Med tilladelse af kejseren, som han kontrollerede, slog Gundahar og hans folk sig ned på den venstre, romerske side af Rhinen, mellem floderne Lauter og Nahe, erobrede områderne som i dag kaldes for Worms, Speyer, og Strasbourg. Åbenbart som del af en "våbenhvile" blev disse områder senere officielt tildelt dem af kejser Honorius.
Til trods for burgundernes nye status som foederati, det vil sige allierede, hærgede de stadig i de romerske områder det i nordlige Gallia Belgica, hvilket blev utåleligt og til slut nådesløst bragt til en afslutning i år 436, da den romerske general Aetius tilkaldte Attila og de hunnerske lejesoldater, som overvandt det burgundiske kongedømme og dets hovedstad i den gamle keltisk-romerske bosættelse i Borbetomagus (dagens Worms) i 437. Størstedelen af Burgunderriget blev udslettet i Worms, og Gundahar selv blev dræbt i kampene, efter sigende side ved side med resten af den burgundiske stamme.

### Omtale i norrøn litteratur
De frygtelige kampe med hunnernes ødelæggelse af Worms og det burgundiske kongedømme har været emne for heroiske legender og heltedigte gennem tiden. I norrøn litteratur er fortællingerne om Sigurd Fåvnesbanes liv og død indviklet i Burgunderrigets undergang samt vævet sammen med andre germanske myter og fortællinger fra forskellige perioder. I den germanske fortællertradition eksisterede der en sagncyklus om kongesønnen Sigurd, hans ægteskab med den burgundiske prinsesse Krimhild, hans forhold til valkyrien Brynhild og hans fald. Dette blev viderefortalt i Norden i Sigurdsagaen eller Vølsunga sagaen. På kontintentet blev den nedskrevet af en østrigsk hofpoet i 1200-tallet i forvansket udgave og kendt som Nibelungenlied (nibelungen = burgunder = nordisk gjukunger). Der, hvor den norrøne fortælling havde den ophøjede patos som i Eddakvadene, var Nibelungenlied stærkt forvansket som en kristen ridderfortælling.
Men bag fortællingen om kirkegang og høvisk ridderleg i Nibelungenlied lå den oprindelige hedendomm, som Richard Wagner komponerede sit musikalske værk Nibelungenringen (en cyklus af fire episke operaer) i årene mellem 1853 og 1874. Her holder kong Günther (Gundahar) og dronning Brünhilde deres hof ved Worms, og Siegfried kommer for at fri til Krimhild. I de norrøne kilder er de respektive navne Gunnar, Brynhild, Sigurd og Gudrun. Figuren Etzel i Nibelungenlied er baseret på hunnerkongen Attila.

### Det andet kongedømme
Af grunde, som ikke er gengivet i kilderne, blev burgunderne givet status som foederati for anden gang, og Aetius lod resterne af burgunderne bosætte sig på ny inden for grænserne af Romerriget i regionen Sapaudia. Selv om dette navn ikke svarer til noget kendt område i dag, var det sandsynligvis i nærheden af Lugdunum, dagens Lyon, vest for Genfersøen og i ved øvre Rhône, hvor de til sidst gav navn til det franske vindistrikt Bourgogne og det senere hertugdømme Burgund. En ny konge, Gundioc, eller Gunderic, muligvis søn af Gundahar, synes at have regeret fra og med sin fars død. Alt i alt var der otte burgundiske konger af Gundahars familie, som regerede indtil, at kongedømmet blev overvundet og erobret af en ny germansk stamme, frankere, i år 534.
Som allierede med Rom i dets sidste tiår kæmpede burgunderne side ved side med Aetius og med et forbund af vestgotere og andre i kampene mod Attila i slaget ved Chalons i 451. Alliancen mellem burgunderne og vestgoterne synes at have været fasttømret, efter som Gundioc og hans broder Chilperic 1. fulgte Theodoric 2. til Spanien for at bekæmpe sveberne i 455.

### Stræben efter riget
Også i år 455, en tvetydig reference: infidoque tibi Burdundio ductu indblander en navnløs og forræderisk leder hos burgunderne i drabet på kejser Petronius Maximus i kaosset, som fulgte vandalernes hærgninger af Rom. Den romerske general Ricimer, som oprindeligt var germaner, blev også givet skylden. Disse hændelser markerede de første indikationer på en forbindelse mellem burgunderne og Ricimer, som sandsynligvis var Gundiocs svoger og Gundobads onkel.
Burgunderne, åbenbart trygge på grund af deres voksende magt, forhandlede i 456 om en udvidelse af deres områder og deling af magten med de lokale romerske senatorer. I 457 væltede Ricimer en anden kejser, Avitus, og fik pladseret Majorian på tronen. Den nye kejser viste sig at være lidet taknemmelig over for Ricimer og burgunderne. Året efter hans tronbestigelse fratog han burgunderne de landområder, de havde vundet sig to år tidligere. Efter at have vist disse tegn på selvstændighed blev han myrdet af Ricimer i 461.
Ti år senere, i 472 konspirerede Ricimer, som nu var svigersøn til den vestlige kejser Anthemius, med Gundobad for at få sin svigerfar myrdet. Gundobad halshuggede kejseren, efter sigende egenhændigt. Ricimer udnævnte der efter Olybrius til ny kejser. Denne døde dog af naturlige årsager. Gundobad synes at have efterfulgt sin onkel som patricier og kongemager, og placerede Glycerius på tronen.
I år 474 synes det som om, at burgundernes indflydelse over det vestromerske rige var ovre. Glycerius blev afsat til fordel for Julius Nepos, og Gundobad drog tilbage til Burgund antagelig på grund af, at hans far Gundioc var død. På denne tid, eller kort tid efter, blev det burgundiske kongedømme delt mellem Gundobad og hans brødre, Godigisel, Chilperic 2., og Gundomar 1..

### Konsolidering af kongedømmet
I henhold til Gregor af Tours var årene, som fulgte Gundobads tilbagekomst til Burgund, en blodig konsolidering om magten i riget. Gregor slår fast, at Gundobad dræbte sin broder Chilperic, druknede hans hustru og sendte deres døtre i eksil (en af dem, Clotilda, blev hustru til frankernes konge, Klodevig 1., og bidrog til, at ægtefællen og frankerne konverterede fra den arianske tro til katolicismen. Imidlertid er dette blevet betvivlet af historikerne, som har peget på problemer med Gregors’ kronologi.
En gang omkring år 500, da Gundobad og Klodevig var i krig med hinanden, skal Gundobad være blevet forrådt af sin broder Godegisel, som slog sig sammen med frankerne, sammen med Godegisels og Klodevigs styrker blev "Gundobads hær knust". Gundobad blev for en kort tid opholdt i Avignon, men fik genrejst hæren og hærgede Vienne, hvor hans broder Godegisel og mange af hans tilhængere blev dræbte. Fra da af synes Gundobad at have været ubestridt enekonge af Borgund. Dette vil indebære, at hans broder Gundomar allerede var død, skønt det ikke er nævnt i kilderne.
Enten formåede Gundobad eller Klodevig at blive forsonede, eller Gundobad blev tvunget til en form for underkastelse af Klodevig på grund af den tidligere sejr, efter som burgundernes konge synes at have støttet frankerne i 507 i deres sejr over Alaric 2. og vestgoterne.
En gang mellem årene 483 og 501 begyndte Gundobad at udstede love i Lex Gundobada. Efter hans konsolidering af magten, mellem år 501 og til hans død i år 516 udstedte han den andre halvdel af sin lov, som reflekterede burgunderne mere end den første halvdel.

### Det andet kongedømmes fald
Burgunderne udvidede deres magt over det sydøstlige Gallien, det er nordlige Italien, det vestlige Sweitz, og det sydøstlige Frankrig. I 493 giftede frankernes konge Clodevig sig med den burgundiske prinsesse Clotilda. Først var frankerne allierede med burgunderne mod vestgoterne i begyndelsen af 500-tallet, men burgunderne blev til sidst overvundne af frankerne i år 534. Det burgundiske kongedømme blev da lagt ind under kong Clodevigs efterkommere, kongeslægten Merovingerne, og burgunderne som folk blev i det store og hele absorberet og opslugt i det frankiske kongedømme, som gav navn til nationen Frankrig.

## Burgundernes love
Burgunderne efterlod sig tre retslige bestemmelser, hvilke er blandt de tidligste blandt de germanske stammer.
Liber Consitutionum sive Lex Gundobada (Konstitusjonsboken med Loven til Gundobad), også kendt som Lex Burgundionum, eller ganske enkelt som Lex Gundobada eller kun Liber, blev udstedt i flere dele mellem år 483 og 516 hovedsagelig af Gundobad, men også af hans søn Sigismund. Det var en optegnelse af vanlig lov og typisk for mange germanske lovværk, som blev udstedte på denne tid. Lex Gundobada lånte specielt fra Lex Visigothorum og påvirkede den senere Lex Ribuaria. Lex Gundobada er også en af hovedkilderne for burgundersk dagligliv på 500-tallet foruden historien om deres konger.
Som mange germanske konger tillod burgundernes retslige tradisjoner egne og adskilte love for de enkelte etniske grupper. Foruden Lex Gundobada udstedte Gundobad også et sæt love for romerske undersåtter i det burgundiske kongedømme, Lex Romana Burgundionum (Den romerske lov for burgunderne).
Foruden overstående lovværk lod Gundobads søn Sigismund senere udstede Prima Constitutio.